# Szerves vegyületek listája
Az alábbi lista a szerves vegyületeket sorolja fel.
| Ábécé szerinti tartalomjegyzék                      |
| --------------------------------------------------- |
| A B C D E F G H I J K L M N O P Q R S T U V W X Y Z |

## A
- Abietinsav
- Aceklofenák
- Acenaftén
- Acenaftokinon
- Acenaftilén
- Acenokumarol
- Acepromazin
- Acetaldehid – CH3CHO
- Acetamid
- Acetaminofen – C8H9NO2
- Acetaminosalol
- Acetamiprid
- Acetanilid
- acetil-jodid
- acetil-klorid
- 2-acetil-1-pirrolin
- Acetilkolin – (CH3)3N+CH2CH2OCOCH3.
- Acetilén – C2H2
- N-Acetilglutamát
- Acetilszalicilsav
- Acetofenon
- Acetoguanamin
- Acetohidroxámsav
- acetolakton
- Aceton – CH3COCH3 vagy (CH3)2CO
- aceton-ciánhidrin
- aceton-peroxid
- Acetonitril
- Aciklovir
- Adamantán
- Adenozin
- Adenozin-difoszfát
- Adenozin-trifoszfát
- Adipamid
- Adipinsav
- Adiponitril
- Adipoil-diklorid
- Adonitol
- Adrenalin
- Adrenokróm
- Aflatoxin
- Ajoén
- Akonitsav
- Akridin – C13H9N
- Akridinnaracs
- Akriflavin
- Akrolein vagy akrilaldehid
- Akrilamid – C3H5NO
- Akrilsav – CH2=CHCOOH
- Akrilnitril
- Akriloil-klorid
- Aktinidin
- Alanin
- Albuminok
- Alciánkék
- Aldoszteron
- Aldrin
- Alendronsav
- Alikat 336
- Aliszkirén
- Alizaprid
- Alizarin
- Allantoinsav
- Allantoin
- Alletrin
- Allil-propil-diszulfid
- Allilamin
- Allil-izotiocianát
- Allil-klorid
- Allilösztrenol
- Allopumiliotoxin 267A
- Allura Red AC
- Almasav
- Aloszetron
- Alprazolám
- Altretamin
- Ambriszentán
- Ambroxol
- Amfetamin
- Amfotericin B
- Amidofekete 10b
- Amigdalin
- Amil-nitrát
- Amil-nitrit – C5H11A.ONO
- p-Aminobenzoesav (PABA)
- 4-Aminobifenil
- Aminodiecetsav
- Aminoetilpiperazin
- 5-Amino-2-hidroxibenzoesav
- Aminofillin
- 5-Aminoszalicilsav
- Aminotiazol
- Amiodaron
- Amiton
- Amobarbital
- Amoxicillin – C16H19N3O5S.3H2O
- AMPA (2-amino-3-(5-metil-3-oxo-1,2- oxazol-4-il)propánsav)
- Anetol
- Angelikasav
- Anilazin
- Anilin – C6H5-NH2
- Anilin hidroklorid
- Anizol
- Anizoil-klorid
- Antantrén
- Antracén – (C6H4CH)2
- Antramin
- Antranilsav
- Antrakinon
- Antron
- Antipirin
- aprindin
- apomorfin
- Aprotinin
- Arabinóz
- Arginin
- Aripiprazol
- Aroclor
- artemisinin
- Artikain
- Astrablu
- Aszkorbil-palmitát
- Aszkorbil-sztearát
- Aszkorbinsav (C-vitamin)
- Aszparagin
- Aszparaguzinsav
- Aszpartám
- Aszparaginsav
- Atenolol
- Atorvasztatin
- Atrazin
- Atropin
- Auramin o
- Aurantinidin
- Aurein
- Avobenzon
- Azadiraktin A – C35H44O16
- Azatioprin
- Azacitidin
- Azanidazol
- Azapetin
- Azaron
- Azatadin
- Azatioprin
- Azelainsav
- Azepin
- Azepán
- Azitromicin
- Azlocillin
- Azelainsav
- Azinfosz-metil
- Aziridin
- Azitromicin
- Azobenzol
- Azoibolya
- Azorubin
- Azulén
- Azúr a

## B
- Bacillomicin
- Barbitál
- Barbitursav
- Behénsav
- Benomil
- Benzaldehid
- Benzalkónium-klorid
- Benzamid
- Benzantron
- Benzol – C6H6
- Benzetonium klorid
- Benzidin
- Benzil
- Benzilsav
- Benzimidazol
- Benzizotiazolinon
- Benzizoxazol
- Benz(a)antracén
- Benzo(c)cinnolin
- Benzo(a)pirén
- Benzo(c)fenantrén
- Benzo(e)fluorantén
- Benzo(e)pirén
- Benzo(ghi)perilén
- Benzo(j)fluorantén
- Benzo(k)fluorantén
- Benzo(c)tiofén
- Benzokain
- Benzofurán
- Benzoesav
- Benzoin
- Benzotiazol
- Benzotiofén
- Benzotriazol
- Benzoxazol
- Benzoil-klorid
- Benzil-alkohol
- Benzil-kloroformiát
- Benzil-amin
- Benzil-dimetil-amin
- Benzilidén-aceton
- Betain
- Betulin
- Butilált hidroxitoluol (BHT) – C6H2(OH)(CH3)(C(CH3)3)2
- Biotin (H-vitamin)
- Bifenil
- 2,2′-Bipiridin
- 1,8-bisz(dimetilamino)naftalin
- Bisz(klórmetil)-éter
- Bismarck brown i
- Biszfenol A
- Biuret
- Borneol
- Brasszinolid
- Brilliant cresil blu
- Bromacil
- Brómecetsav
- Brómbenzol
- 2-Bróm-1-klórpropán
- Brómkrezolbíbor
- Bróm-Ciklohexán
- Bromoform
- Bróm-metán – BrCH3
- Brómfenolkék
- 2-Bróm-propán
- Brómtimolkék
- Bróm-trifluor-metán
- Brucin
- Buckminsterfullerén
- Buspiron
- 1,3-Butadién
- Butadién resin
- Bután – C4H10
- Butén
- 2-Butoxietanol
- Butilamin = n-Butilamin
- Butil-lítium
- 2-butin-1,4-diol
- Butiraldehid
- Butirofenon
- Butiril-klorid

## C
- kakodilsav (dimetil-aronsav)
- Cacotelin
- kadáverin – 1,5-diamino-pentán NH2(CH2)5NH2
- kadinén
- Cafestol
- koffein
- Calcein
- kalciferol (D-vitamin)
- kalcitonin
- Calmodulin
- Calreticulin
- kamfén
- kámfor
- Cannabinol
- kaprolaktám
- kaprolakton
- kapszaicin
- Captan
- Captopril
- karbazol
- karbazol-9-il-metanol (N-(hidroximetil)karbazol)
- Carbofuran
- karbonil-fluorid
- Carboplatin
- karboxipolimetilén
- Kárminsav
- karnaubaviasz
- Karnitin
- Kartap
- karvakrol
- karvon
- ricinusolaj
- pirokatechin
- Cédrusfaolaj
- Cefazolin
- Cefotaxim
- Ceftriaxon
- Cellulóz
- Cellulóz-acetát
- Cetrimid
- cetil-alkohol
- klóracetil-klorid
- klorál (triklór-acetaldehid)
- klorál-hidrát
- klorambucil
- klóramin T
- klóramfenikol
- klóranilsav
- klordan
- klórhexidin-glükonát
- klór-m-krezol
- klórecetsav
- 4-klóranilin (p-klóranilin)
- klórbenzol
- 2-klórbenzoesav (o-klórbenzoesav)
- klór-difluormetán
- klóretén – C2H3Cl
- klór-fluormetán
- kloroform – CHCl3
- klórmetán
- 2-klór-2-metilpropán (terc butil-klorid)
- klórnitroanilin
- klórpentafluoretán
- klórpikrin
- kloroprén
- klorokin
- klórsztirol
- klorotiazid
- klórtrifluormetán
- klórtrimetilszilán
- kloroxuron
- klorpirifos
- klortiamid
- koleszterin
- kolin
- kromotropsav
- Cilostazol
- Cinkonin
- fahéjaldehid
- fahéjsav
- fahéjalkohol
- Cinnolin – C8H6N2
- cisz-2-butén
- cisz-3-Hexenal
- cis-3-Hexen-1-ol
- Citrál
- Citromsav – C3H4OH(COOH)3
- Citronellál
- Citrullin
- Clobetason
- Clopidol
- Cloxacillin – C19H17ClN3O5S*Na*H2O
- kobalamin (B12-vitamin)
- Cocamidopropil
- kolchicin
- kollagén
- kollódium
- kongóvörös
- koniin
- Coomassie blu
- koronén
- kumarin
- kreatin
- krezol
- krezilibolya
- krotonaldehid
- 18-korona-6 (koronaéter)
- kristályibolya
- kubán (vegyület) (CH)8
- kumol
- kupferron
- Cuscohigrin
- dicián
- Cián-klorid (klórcián)
- Cianoguanidin (diciándiamid)
- cianursav
- cianur-klorid
- ciklodekán
- α-Ciklodextrin
- ciklododekán
- cikloheptatrién
- 1,3-ciklohexadién
- 1,4-ciklohexadién
- ciklohexán
- ciklohexanol
- ciklohexanon
- ciklohexén
- Ciklonit - (CH2-N-NO2)3
- ciklooktatetraén
- ciklopentadién – C5H6
- ciklopentán
- ciklopentanol
- ciklopentanon
- ciklopentén
- Cipermetrin
- Cisteamin
- cisztein
- cisztin
- citozin – C4H5N3O

## D
- DABCO
- DDT
- Dekaborán
- Dekabrómdifenil-éter
- Dekahidronaftalin
- Dekán
- Dehidroecetsav
- Dehidrokólsav
- Deltametrin
- Demeton
- Denatonium
- Dexametazon
- Dextran
- Dextrin
- 3,3'-Diaminobenzidin
- Di-t-butil peroxid
- Diacetilén
- Diazepám (valium)
- Diazinon
- Diazometán
- 1,2-Dibrómetán
- Dibukain-hidroklorid
- Diklórecetsav
- p-diklórbenzol
- Diklórbután
- Diklórdifluormetán
- Diklórdimetilszilán
- 1,2-Diklóretán
- Diklórfluormetán
- Diklorofen
- 2,4-Diklórfenoxiecetsav
- Diklórtrifluoretán
- Diklorvos
- Diclofenac sodium
- Dicofol
- Dicrotofos
- Diciklopentadién
- Dieldrin
- Dietanolamin
- Dietion
- Dietil-alumínium-klorid
- Dietilamin
- Dietilén-glikol
- Dietiléntriamin
- Dietil-éter
- Difluormetán
- Digitonin
- Dihidrokortizon
- Diizoheptil-ftalát
- Diizopropil-éter
- Diketén
- Dimeticon
- Dimetilamin
- N,N-Dimetilacetamid
- N,N-dimetilanilin
- 1,2-Dimetilbenzol  (o-Xilol)
- 1,3-Dimetilbenzol  (m-Xilol)
- 1,4-Dimetilbenzol  (p-Xilol)
- N,N-dimetilformamid
- Dimetildietoxiszilán
- Dimetilglioxim
- Dimetil-higany
- Dimetil-szulfoxid
- Dinoseb
- Dioktil-ftalát
- Dioxán
- Dioxation
- Dioxin
- Difenilacetilén
- Difenilmetanol (Benzhidrol)
- Dikat
- Direct Blue 1
- Disulfiram
- Disulfoton
- Ditranol
- 2,6-Di-terc-butilfenol
- 2,6-Di-terc-butil-4-metilfenol
- 2,6-Di-terc-butilpiridin
- Diuron
- Divinilbenzol
- Docosan
- Dodekán
- Dodecilbenzol
- Domperidon
- Dopamin
- Doxilamin-szukcinát

## E
- ecetsav – CH3COOH
- EDTA (Etiléndiamin-N,N,N',N'-tetraecetsav)
- Eikozán
- Endosulfan
- Endrin
- Eosin
- Efedrin
- Epibromohidrin
- Epinefrin – C9H13NO3
- Erukasav – CH3(CH2)7CH=CH(CH2)11COOH
- Eritritol
- ösztradiol
- Etacridine lactat
- Etán – C2H6
- 1,2-Etánditiol – C2H4(SH)2
- Etanol – CH3CH2OH
- Etén – C2H4
- Etidium bromid
- Etil-acetát
- Etilamin
- Etil-4-aminobenzoát (Etil-p-aminobenzoát)
- Etilbenzol
- Etil-klorid
- Etilén
- Etilén-glikol – HOCH2CH2OH
- Etilén-oxid
- Etil-formiát
- 2-Etil-1-hexanol
- Eugenol

## F
- Farnesol
- Ferrocén
- Fipronil
- Flunixin
- Fluorantén
- Fluorén (difenil-metán)
- 9-Fluorenon
- Fluoreszcein
- Fluorbenzol
- Fluoretilén
- Fluoxetin
- Folsav
- Fonofos
- Formaldehid – HCHO
- Formamid
- Formanilid
- hangyasav – HCOOH
- Formoterol
- Fruktóz
- fukszin
- Fumársav
- Furán (furane)
- Furfurol (furánaldehid)
- Furfuril-alkohol
- Furfurilamin

## G
- Galaktóz
- Gamma-aminovajsav
- Gamma-butirolakton
- Gamma-hidroxibutirát (GHB)
- Geraniol
- gibberellinsav
- Glükonsav
- Glükóz – C6H12O6
- Glutaminsav (glutamát)
- Glutamin
- Glutáraldehid
- Glutársav
- Glutation
- Gliburid
- Glicerin (glicerol)
- Glicerinfoszforsav
- Glicidol
- Glicin – NH2CH2COOH
- Glikogén
- Glikolsav (hidroxi-ecetsav)
- Glioxál
- Glioxilsav
- Glioxim
- Gvajakol
- Guanidin
- Guanin
- Guanozin

## H
- Halotan
- Hematoxilin
- HEPES
- Heptadekán
- Heptán – C7H16
- Hexabrómciklododekán
- Hexaklórpropén
- Hexadekán
- Hexafluor-2-propanol
- Hexafluor-2-propanon
- Hexafluoretán
- Hexafluorpropilén
- Hexametildewarbenzol
- Hexametildisilazan
- Hexametilenimin
- Hexametilolmelamin
- Hexamin – (CH2)6N4
- Hexán – C6H12
- Hexanitrodifenilamin
- Hexánsav (kapronsav)
- cis-3-Hexanal
- cis-3-Hexen-1-ol
- Hippursav
- Hisztidin – NH2CH(C4H5N2)COOH
- Hisztamin
- Homoarginin
- Homocisztein
- Homocisztin
- Homotaurin
- Hidroklorotiazid
- Hidrofahéjsav
- Hidrokinon
- Hidroxiprolin
- 5-Hidroxitriptamin
- Higrin

## I
- Ibuprofen
- Imazapir
- Imidazol
- Imikimod
- Indazol
- Indén
- Indigó
- Indol
- Indol-3-ecetsav
- Inozitol
- jódoxibenzol
- Ionon
- Ipratropium bromid
- Izatin
- Izoamil-izobutirát
- Izobenzofurán
- Izoborneol
- Izobornil-acetát
- Izoflurán
- Izoindol
- Izoleucin
- Izomelamin
- Izooktanol
- Izoftálsav
- Izopropanol – (CH3)2CHOH, IPA, izopropil-alkohol
- Izokinolin
- Izoxazol
- Itrakonazol

## J
- Jazmon
- Johimbin-hidroklorid - C21H26N2O3
- Johimbinsav-monohidrát

## K
- Kanamicin
- Keratin
- Ketén

## L
- tejsav – CH3CH(OH)COOH
- Laktóz
- Laurinsav
- Lauril-alkohol
- Lítium-diizopropilamid
- Leucin
- Levulinsav
- Limonén
- Linalool
- Linolsav
- Linolénsav
- Lipoamid
- Loratadin
- LSD
- Luminol
- 2,6-Lutidin
- Likopin
- Lizin

## M
- Malachitzöld
- Malation
- Maleinsavanhidrid
- almasav
- Maltóz
- Mandulasavnitril
- Mannide monooleat
- Mannóz
- Mauvein
- MDMA
- Mecoprop
- Butanon (metil-etil-keton)
- Melatonin
- Meldola's blu
- Meloxicam
- Mentol
- 2-merkaptoetanol
- 2-merkaptopiridin
- Merocianin
- Mezitil-oxid
- Mesitilén – (CH3)3-C6H3
- Mezoborkősav
- Metaldehid
- Metamizol (dipiron)
- Metán – CH4
- Metánszulfonsav
- Metanol – CH3OH
- Metionin
- Metomil
- 4-metoxibenzaldehid (ánizsaldehid)
- Metoxiklor
- Metoxifluran
- Metil-acetát
- Metil-2-cianoakrilát
- Butanon (metil-etil-keton)
- Metil-izobutil-keton (MIBK)
- Metil-izocianát – CH3-N=C=O
- Metil-metakrilát
- Metil-terc-butil-éter (MTBE)
- Metilal
- Metilamin
- 2-metilbenzoesav (o-toluilsav)
- 4-metilbenzoesav (p-toluilsav)
- Metil-kloroformiát
- Metilciklohexán
- Metilénkék – C16H18ClN3S
- Metilhidrazin
- Metilhigany
- Metilmorfolin
- 2-Metilpropén (izobutilén)
- N-Metilpirrolidon – C5H9NO
- Metiltrietoxiszilán
- Metiltrimetoxiszilán
- Metoprolol
- Metronidazol
- Mikler-keton
- Milrinon
- Monocrotofos
- Mononátrium-glutamát
- Mordant red 19
- Morfolin
- Metil-terc-butil-éter
- Murexid
- Mustárgáz – C4H8Cl2S
- Mircén

## N
- n-Nonadekán
- n-Tetradecilbenzol
- Naftalin – C10H8
- Naftokinon
- 2-Naftilamin
- Neomicin
- Niacin vagy nikotinsav (B3-vitamin)
- Nikotin
- Nifluminsav
- Nílusvörös
- Nimesulid
- Nitrilo-triecetsav
- Nitrobenzol
- Nitrocellulóz
- Nitroetán
- Nitrofen
- Nitrofurantoin
- Nitroglicerin – C3H5(NO2)3
- Nitrometán
- Nitrozobenzol
- N-Nitrozo-N-metil-karbamid
- Nitrozometiluretán
- Nonakozán
- Nonán
- Noradrenalin, norepinefrin
- Norefedrin
- Norcaran
- Norleucin
- Nujol

## O
- Oktabrómdifenil-éter
- Oktán – C8H18
- 1-Oktántiol
- Oktánsav
- 4-Oktilfenol
- Olajsav
- ólom(IV)-acetát
- Orcin
- Ornitin
- Orotsav
- Oxálsav
- Oxalil-klorid – C2O2Cl2
- Oxamid
- Oxazol
- Oxolinsav
- Oximetolon

## P
- PABA
- Paklitaxel
- Palmitinsav
- Pantoténsav (B5-vitamin)
- Paravörös
- Paraklórmetaxilenol (PCMX)
- Paraformaldehid
- Paration
- Pelargonsav
- Pentabrómdifenil-éter
- Pentaklór-bifenil
- Pentaklór-fenol
- Pentadekán
- Pentaeritrit
- Pentaetilén-glikol
- Pentafluoretán
- Pentán – C5H12
- Pentetinsav (dietilén-triamin-pentaecetsav)
- Perfluortributilamin
- Permetrin
- Peroxiecetsav
- Perilén
- Petroléter
- fenacetin
- bróm-acetofenon
- fenantrén
- fenantrén-kinon
- fenciklidin
- fenetilamin
- fenobarbital (c-iv)
- fenol – C6H5OH
- fenolftalein
- fenotiazin
- fenilecetsav
- fenilacetilén
- fenil-alanin
- p-feniléndiamin (p-diamonobenzol)
- fenilhidrazin
- fenilhidroxilamin
- fenil-lítium
- 4-fenil-4-(1-piperidinil)ciklohexanol (PPC)
- feniltiokarbamid – C7H8N2S
- floroglucin
- forát
- ftálsavanhidrid
- ftálsav
- fitosav
- 4-pikolin
- Pikrinsav – C6H2(OH)(NO2)3
- Pimelinsav
- Pinakol
- Piperazin
- Piperidin
- Piperonal
- Piperilén (1,3-pentadién)
- Pivaloil-klorid
- Poliakrilnitril
- Poliamid 6 = Nylon-6
- Polibenzimidazol - Polibenzimidazol szál
- Polietilénimin
- Poligelin
- Poliizobutilén
- Polipropilén
- Polipropilén-glikol
- Polisztirol
- Poliuretán
- Polivinil-acetát
- Polivinil-alkohol
- Polivinil-klorid
- Polivinilidén-klorid
- Polivinilidén-fluorid (PVDF)
- Polivinilpirrolidon (PVP)
- Porfirin
- kálium-klavulanát – C8H8KNO5
- kálium-2-etil-hexanoát – C8H15KO2
- Prednizon
- Primakin
- Procain
- Progeszteron
- Prolaktin (PRL)
- Prolin
- Propán – C3H8
- Propánsav
- 2-Propanon
- Propargil-alkohol
- Propiconazol
- Propiolakton
- Propiolsav (propargilsav)
- Propionaldehid
- Propionitril
- Propoxur
- Purin
- Putrescin – C4H12N2
- Pirazin
- Pirazol
- Pirén
- Piretrin
- Piridazin
- Piridin – C5H5N
- Piridinium-tribromid
- 2-Piridon
- Piridoxal
- Piridoxin vagy piridoxamin (B6-vitamin)
- Pirilamin
- Pirimetamin
- Pirimidin – C4H4N2
- Pirokatechinibolya
- Piroglutaminsav
- Pirrol
- Pirrolidin
- Piroszőlősav

## Q
- kinaldin
- kinazolin
- kinhidron
- kinolin
- kinon
- kinoxalin

## R
- Raffinóz
- Rezorcin
- Retinén
- Retinol (A-vitamin)
- Rhodanin
- Riboflavin (B2-vitamin)
- Ribofuranóz
- Ribóz
- Ricin
- Rozolsav (aurin)
- Rotenon

## S
- Szacharin
- Szafrol
- Salicin
- Szalicilaldehid
- Szalicilsav
- Salvinorin A
- Szarin
- Sclareol
- Szebacinsav
- Szebakoil-klorid
- Szelakoleinsav
- Selenocistein
- Selenometionin
- Szerin
- Szerin kináz
- Szerotonin
- Sikimisav
- szildenafil (viagra)
- Szkatol
- Snakeroot oil
- Szorbinsav
- Sotolon
- Spermidin
- Szkvalén
- Sztearinsav
- Sztrichnin
- Sztirol
- borostyánkősav-anhidrid
- Szacharóz (cukor)
- Szulfanil-amid
- Szulfanilsav (p-aminobenzol-szulfonsav)
- Szulforodamin b
- Szuxametonium klorid

## T
- Tabun (ideggáz) – C2H5OP(O)(CN)N(CH3)2
- csersav
- Tannin
- borkősav
- Tartrazin
- Taurin
- Tereftálsav
- Tereftalonitril
- p-terfenil
- α-Terpinol
- Tesztoszteron
- Tetraklórbifenil
- Tetraklóretilén
- Tetraklórmetán (szén-tetraklorid) – CCl4
- Tetradekán
- Tetraetilénglikol
- Tetrafluoretén
- Tetrahedrán
- Tetrahidrofurán
- Tetrahidronaftalin
- Tetrametrin
- Tetrametilszilán (TMS, az 1H-NMR-standardja)
- Tetrametil-karbamid
- Tetranitrometán
- Tetratiafulvalén (TTF)
- Tetrazin – C2H2N4
- Tetrazol - CH2N4
- Tetrodotoxin
- Tetril – C7H5N5O8
- Thalidomid
- tiamin (B1-vitamin) –  C12H17ClN4OS·HCl
- tiazol
- tioacetamid
- tiotejsav
- tiofén
- tiofoszgén
- tiokarbamid
- tiram
- torin
- treonin
- trombopoietin
- timidin
- timin
- timol
- timolftalein
- tiroxin (T4)
- Tiglinsav
- Tinidazol
- Tokoferol (E-vitamin)
- Toluol – C6H5CH3
- Toluol-diizocianát
- p-toluolszulfonsav
- o-Toluilsav (2-Metilbenzoesav)
- p-Toluilsav (4-Metilbenzoesav)
- Toxafén
- Triazol
- Tributil-foszfát
- Tributilamin
- Tributilfoszfin
- Triklórecetsav
- Triklóracetonitril
- 1,1,1-Triklóretán
- Triklór-etilén
- Triklórfluormetán
- 2,4,6-Triklóranizol
- 2,4,6-Triklórfenol
- Tris
- Tricin
- Triclabendazol
- Triklozán
- Trikozán
- Tridekán
- Tridekánsav
- Trietilalumínium
- Trietilamin
- Trietilamin-hidroklorid – C6H15N·HCl
- Trietilénglikol
- Trietiléndiamin
- Trifluorecetsav (TFA)
- 1,1,1-Trifluoretán
- 2,2,2-Trifluoretanol
- Trifluormetán
- Trimellitsav-anhidrid
- Trimetoxiamfetamin
- Trimetil-foszfit
- Trimetilamin
- Trimetilbenzol
- 2,2,4-Trimetilpentán (izo-oktán)
- Trinitrotoluol (TNT) – C6H2(NO2)3CH3 vagy 2,4,6-trinitrotoluol
- Tri-o-cresil fosfat
- Trifenil-foszfát
- Trifenilamin
- Trifenilantimon
- Trifenilén
- Trifenilmetán
- Trifenilmetanol
- Trifenilfoszfin
- Tropán
- Tropinon
- Tripan blu
- Triptofán
- Trisz(pentafluorofenil)-bór
- Tirozin – C9O3H11N

## U
- Umbelliferon
- Undekanol
- Uracil
- Karbamid – CO(NH2)2
- Uretán
- Húgysav – C5H4N4O3
- Uridin
- Uszninsav

## V
- Valin
- Vanillin
- Venlafaxin
- Vinil-acetát
- Vinil-fluorid
- Vinilidén-klorid (1,1-diklór-etilén)
- Violantrone-79 (16,17-bis(octiloxi)antra[9,1,2-cde]benzo[rst]pentafén-5,10-dion)
- A-vitamin (retinol)
- B-vitamin
- B1-vitamin (tiamin)
- B2-vitamin (riboflavin)
- B3-vitamin (niacin vagy nikotinsav)
- B4-vitamin (adenin)
- B5-vitamin (pantoténsav)
- B6-vitamin (piridoxin vagy piridoxamin)
- B12-vitamin (kobalamin)
- C-vitamin (aszkorbinsav)
- D-vitamin (kalciferol)
- E-vitamin (tokoferol)
- F-vitamin (linolsav, linolénsav, arachidonsav)
- H-vitamin (biotin)
- K-vitamin (naftokinon)
- M-vitamin (folsav)
- P-vitamin (rutin)
- S-vitamin

## W
- Warfarin

## X
- Xantángumi
- Xanton (dibenzo-g-piron)
- Xilol (dimetilbenzol)
- Xilol cianol ff
- Xylenol orange
- Xilóz (facukor)
- Xilil-bromid (metilbenzil-bromid)

## Z
- Zingiberén